# ГЕС Клейтор
ГЕС Клейтор — гідроелектростанція у штаті Вірджинія (Сполучені Штати Америки). Використовує ресурс із Нью-Рівер, лівої твірної річки Kanawha, котра впадає ліворуч до Огайо (велика ліва притока Міссісіпі).
В межах проекту річку перекрили бетонною гравітаційною греблею висотою від тальвегу 37 метрів (від підошви фундаменту — 42 метри), довжиною 351 метр та товщиною по основі 33 метри, яка потребувала 191 тис. м3 матеріалу. Вона утримує витягнуте по долині Нью-Рівер на 35 км водосховище з площею поверхні 18,1 км2 та об'ємом 286 млн м3.
Через водоводи діаметром по 4,9 метра ресурс подається до пригреблевого машинного залу, обладнаного чотирма турбінами типу Френсіс потужністю по 18,8 МВт.